# Octave Féré
Charles Octave Féré, född 1815, död 1875, var en fransk författare, länge bosatt i Rouen.
Féré skrev en mängd romaner, däribland Les chevaliers errants (1856), La chanteuse de marbre (1857, båda med Saint-Yves), Les mystères du Louvre (1860), Les quatre femmes d’un pacha (1864) och Le Docteur Vampire (1871, svensk översättning "Doktor Vampyr" 1878). Flera av hans verk publicerades först som följetonger.